# スパス＝クレピキ
座標: 北緯55度08分 東経40度10分 / 北緯55.133度 東経40.167度

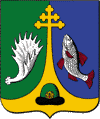
スパス＝クレピキの紋章

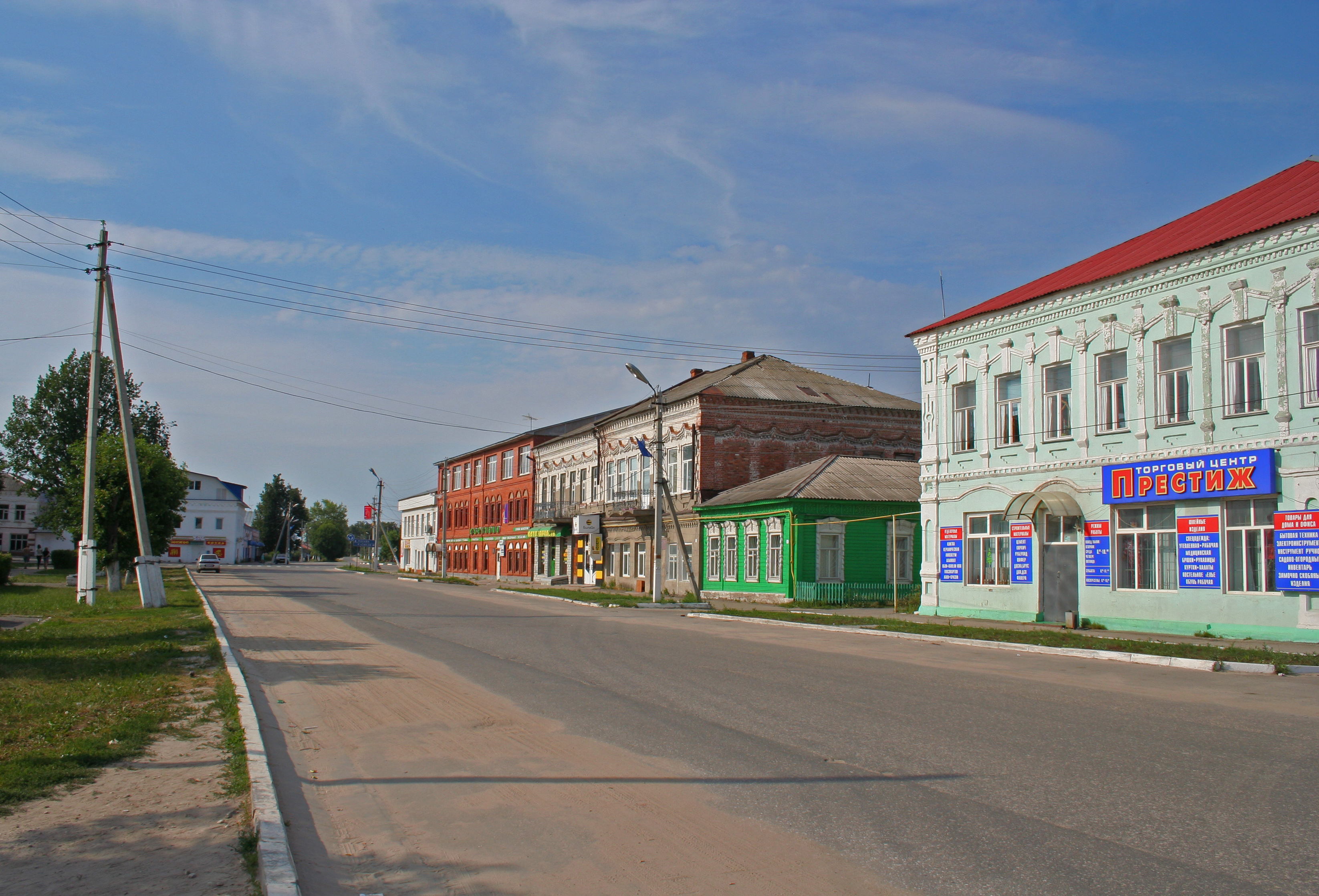

スパス＝クレピキ（スパス＝クレーピキ、ロシア語: Спас-Кле́пики; Spas-Klepiki）は、ロシア連邦のリャザン州にある町。人口は4,743人（2021年）。州都リャザンから北東へ67キロメートルで、クレピキ地区の行政中心地。メシュチョラ低地の中央部、オカ川左岸の支流のプラ川沿いに位置する。

## 歴史
スパス＝クレピキは、16世紀に建てられたクレピキ（クレーピキ、Кле́пики）という名の集落がもとになっている。クレピキとは魚をさばくナイフの古い名である。救世主聖堂（スパッスカヤ聖堂）が建てられた後、スパッスコエという名でも呼ばれるようになった。17世紀後半、クレピキはモスクワからカシモフを結ぶカシモフ街道の途中にある市場町として、また亜麻布を作る工房の町として栄えるようになった。19世紀半ば、クレピキ地方では、亜麻のくずからできる麻屑や、木綿などの生産で栄えるようになり、モスクワやウラジーミルなどの繊維産業を支えた。また19世紀末にはリャザンとウラジーミルを結ぶ狭軌鉄道もクレピキを通った（この鉄道はソ連崩壊前後に廃止されている）。
1920年、市の地位が与えられ、同時にスパッスコエとクレピキという二つの名を組み合わせた現在の地名となった。

## 見どころ
スパス＝クレピキには、1909年から1912年にかけてこの町で教職に就いていた詩人セルゲイ・エセーニンを記念した博物館のほか、木工品を展示する美術館がある。また1992年に制定されたメシュチョラ低地国立公園がこの周辺に広がっている。

## 経済と交通
スパス＝クレピキには繊維工場や靴工場が建つ。
モスクワからリュベルツィを経てカシモフに至る地方道R105が通り、ここでリャザンへ向かうR123が分かれている。
1899年に開通したリャザン・トゥマ間のナローゲージの鉄道（軌間750mm）がスパス＝クレピキを通っていたが、1972年に一部区間が廃止され、1999年に全線廃止となっている。